# Muhammad Irfan Shamsuddin
Muhammad Irfan Shamsuddin (* 16. August 1995 in Negeri Sembilan) ist ein malaysischer Leichtathlet, der sich auf den Diskuswurf spezialisiert hat und in dieser Disziplin momentan Inhaber des malaysischen Landesrekordes ist. 

## Karriere
Erste internationale Erfahrungen sammelte Muhammad Irfan Shamsuddin im Jahr 2013, als er bei den Südostasienspielen in Naypyidaw mit neuem Landesrekord von 53,16 m die Goldmedaille gewann. Im Jahr darauf gewann er bei den Juniorenasienmeisterschaften 2014 in Taipeh mit 56,07 m die Bronzemedaille und qualifizierte sich damit für die Juniorenweltmeisterschaften in Eugene, bei denen er mit 57,74 m in der ersten Runde ausschied. Anfang Oktober nahm er erstmals an den Asienspielen im südkoreanischen Incheon teil und belegte dort mit 53,86 m den zehnten Platz. Im Jahr darauf wurde er bei den Asienmeisterschaften in Wuhan mit 54,27 m Neunter, siegte mit 56,62 m bei den Südostasienspielen in Singapur und klassierte sich bei der Sommer-Universiade in Gwangju mit 53,79 m auf dem zwölften Rang. Zwei Jahre darauf gewann er bei den Asienmeisterschaften in Bhubaneswar mit 60,96 m die Silbermedaille hinter dem Iraner Ehsan Hadadi und siegte anschließend mit 58,36 m erneut bei den Südostasienspielen in Kuala Lumpur. Anschließend erreichte er bei den Studentenweltspielen in Taipeh mit 53,48 m im Finale Rang zwölf. 2018 erfolgte die erste Teilnahme an den Commonwealth Games im australischen Gold Coast, bei denen er ohne einen gültigen Versuch in der Qualifikation ausschied. Ende August nahm er erneut an den Asienspielen in Jakarta teil und belegte mit 57,70 m den fünften Platz.
2019 belegte er bei den Asienmeisterschaften in Doha mit einer Weite von 55,18 m den neunten Platz. Anschließend scheiterte er bei der Sommer-Universiade in Neapel mit 54,28 m in der Qualifikation und gewann im Dezember bei den Südostasienspielen in Capas mit 57,29 m seinen vierten Titel in Folge. Auch 2022 siegte er bei den Südostasienspielen in Hanoi mit einem Wurf auf 58,26 m. Anschließend gelangte er bei den Commonwealth Games in Birmingham mit 59,93 m auf Rang neun und belegte dann bei den Islamic Solidarity Games in Konya mit 59,37 m den sechsten Platz. Im Jahr darauf siegte er mit 57,83 m zum sechsten Mal in Folge bei den Südostasienspielen in Phnom Penh und gewann dann bei den Asienmeisterschaften in Bangkok mit 59,63 m die Bronzemedaille hinter dem Chinesen Abuduaini Tuergong und Essa Mohamed al-Zenkawi aus Kuwait. Im Oktober wurde er bei den Asienspielen in Hangzhou mit 58,94 m Sechster. 2025 gewann er bei den Asienmeisterschaften in Gumi mit 58,82 m die Bronzemedaille hinter dem Chinesen Abuduaini Tuergong und Masateru Yugami aus Japan.
In den Jahren 2013, 2018 und 2019 sowie 2021, 2022 und 2024 wurde Irfan Shamsuddin malaysischer Meister im Diskuswurf. Er ist Studente an der Universität Malaya.